# Кнежевина Горња Угарска
Кнежевина Горња Угарска је назив за краткотрајну полу-независну државу која је постојала од 1682. до 1685. године. Кнежевина је била у вазалном односу према Османском царству, а обухватала је делове данашње Словачке, Мађарске, Румуније и Украјине. Овом земљом је владао кнез Имрих Токоли са престоницом у граду Кошице. Кнежевина је формирана у североисточном делу тадашње Краљевина Угарска|хабзбуршке Угарске, који се побунио против Хабзбурга и прихватио врховну власт Османског царства.